# Município de Carlisle (Ohio)
Localização do Ohio nos E.U.A.
O município de Carlisle (em inglês: Carlisle Township) é um local localizado no condado de Lorain no estado estadounidense de Ohio. No ano 2010 tinha uma população de 7500 habitantes e uma densidade populacional de 119,82 pessoas por km².

## Geografia
O município de Carlisle encontra-se localizado nas coordenadas 41° 18′ 27″ N, 82° 07′ 21″ O. Segundo o Departamento do Censo dos Estados Unidos, o município tem uma superfície total de 62.59 km², da qual 61.6 km² correspondem a terra firme e (1.58%) 0.99 km² é água.

## Demografia
Segundo o censo de 2010, tinha 7500 pessoas residindo no município de Carlisle. A densidade de população era de 119,82 hab./km².